# رجالبوتو
رجالبوتو (به ایتالیایی: Regalbuto) یک کومونه در ایتالیا است که در استان انا واقع شده‌است. رجالبوتو ۱۶۹ کیلومتر مربع مساحت و ۷٬۲۷۷ نفر جمعیت دارد و ۵۲۰ متر بالاتر از سطح دریا واقع شده‌است.